# Cormontaigne (métro de Lille)
La station Cormontaigne est une station de la ligne 2 du métro de Lille, située à Lille, dans le quartier Vauban Esquermes. Inaugurée le 1er avril 1989, la station permet de desservir la place Cormontaigne.

## La station

### Situation
La station se situe en dessous de la place Cormontaigne, intersection des boulevards Bigo-Danel et Montebello et des rues de Turenne et d'Isly. Elle dessert les quartiers Vauban Esquermes et Wazemmes à Lille.
Elle est située sur la ligne 2 entre les stations Port de Lille et Montebello à Lille.

### Origine du nom
La station doit son nom à la place Cormontaigne, sur laquelle ses sorties débouchent.

### Histoire
La station est ouverte le 1er avril 1989 lors de la mise en route de la ligne 1 bis, devenue en 1994 la ligne 2.
Le trajet entre cette station et Montebello a fait l'objet lors de Lille 2004 d'une séance de cinéma projeté sur le tunnel donnant au voyageur l'impression d'être à New York à l'origine (régulièrement les images changent, depuis il y a eu La Havane entre autres).

## Architecture
La station dispose de deux accès et de deux ascenseurs en surface, elle est bâtie sur deux niveaux :
- niveau - 1 : vente et compostage des tickets, choix de la direction du trajet
- niveau - 2 : voies centrales et quais opposés

Architecture intérieure
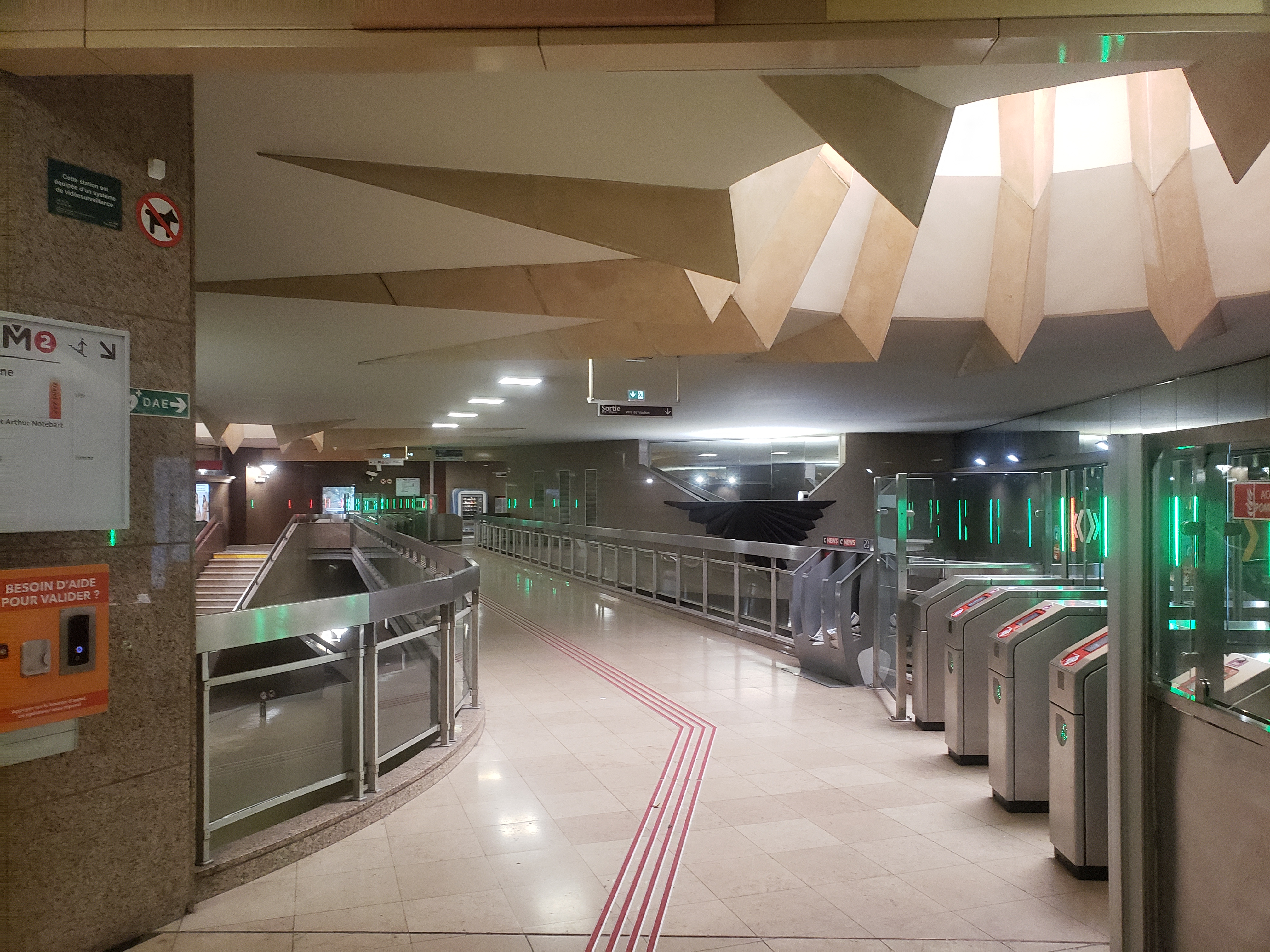
Vue générale de la mezzanine
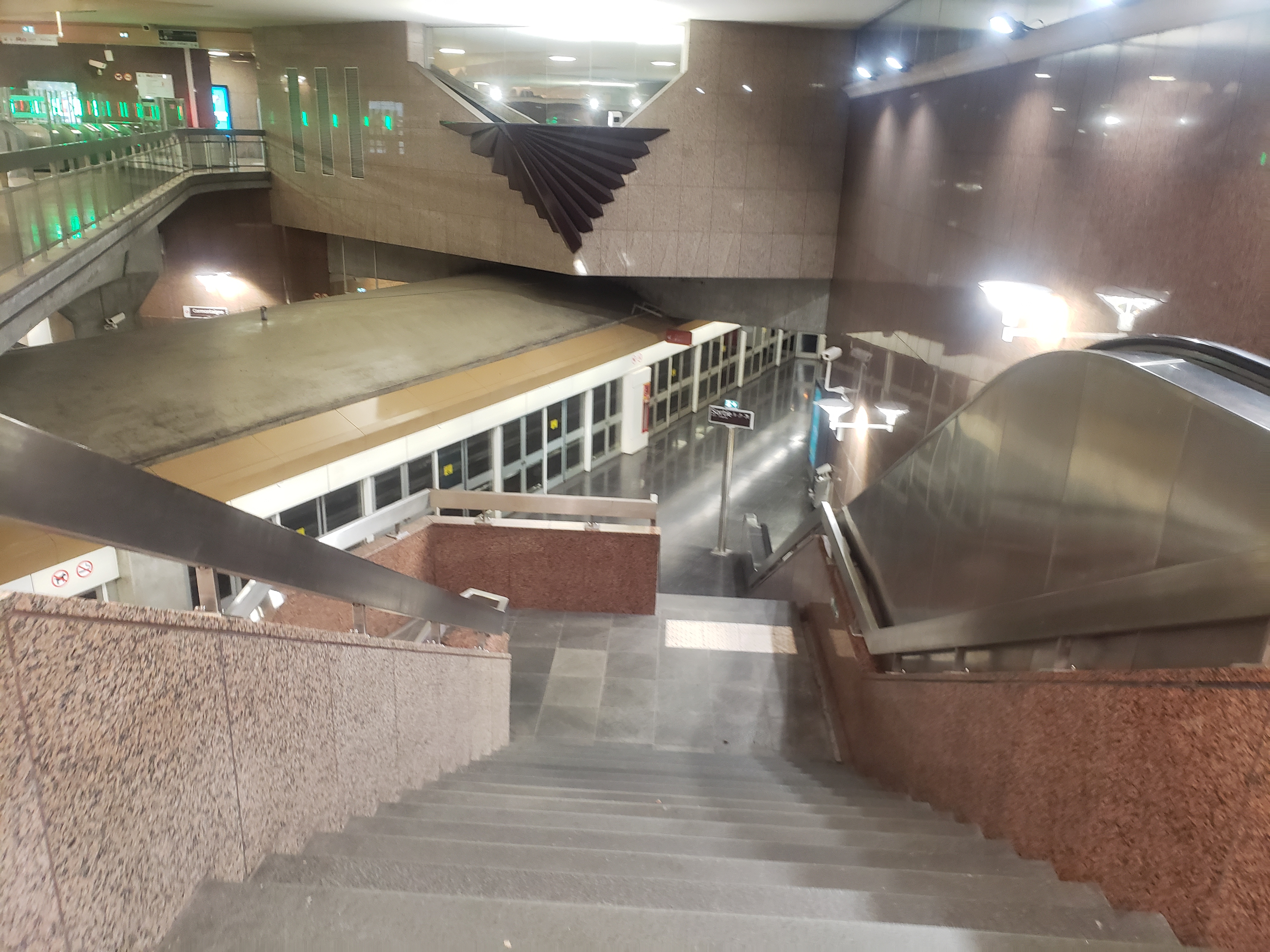
Vue globale du niveau -2
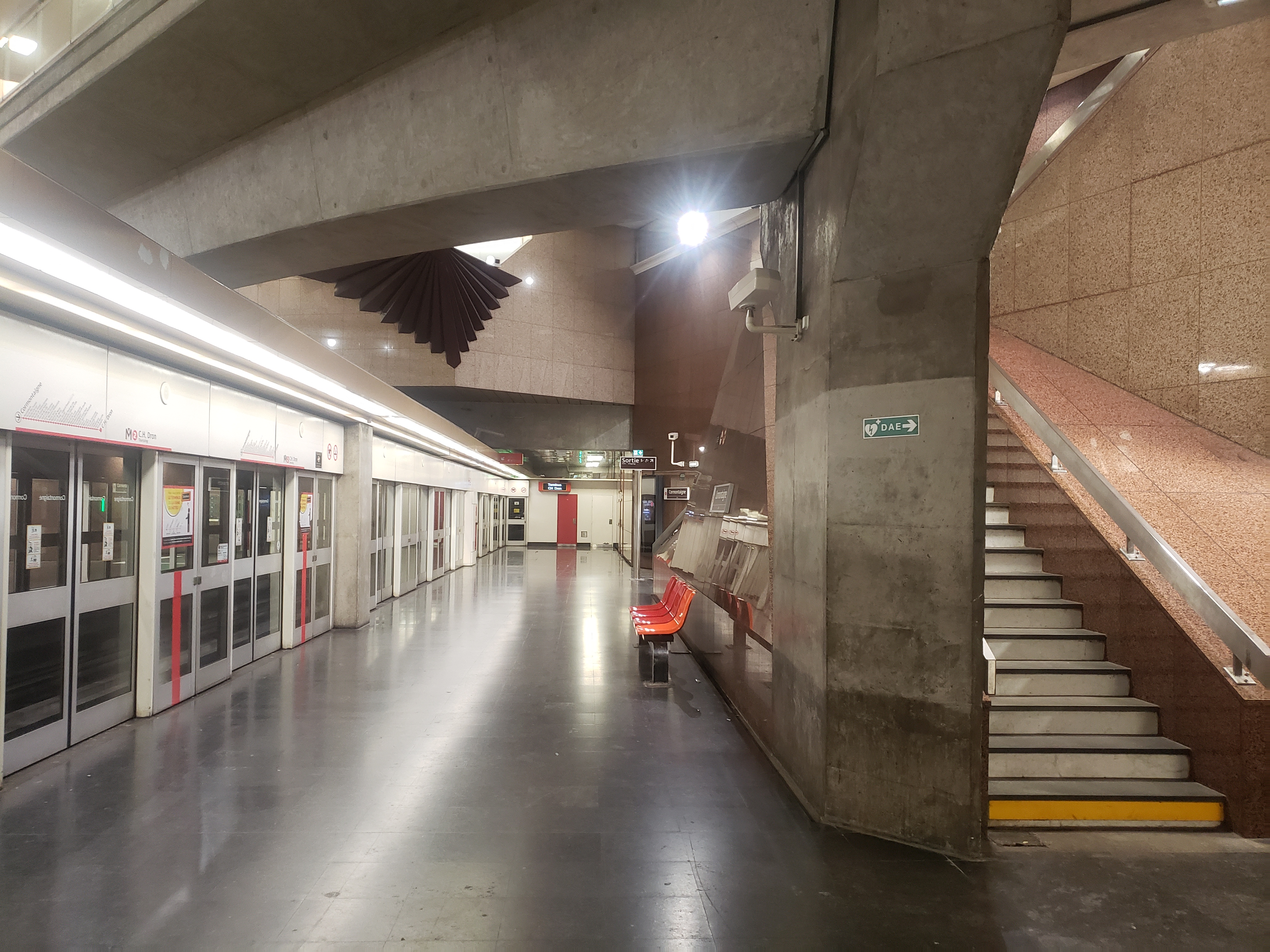
Quai (52 mètres) en direction de CH Dron

## Correspondance
Une station V'Lille est située à proximité.
La station est desservie par les lignes L5 et Citadine de Lille du réseau Ilévia.

## À proximité
- L'ensemble scolaire privé catholique Thérèse-d'Avila (école, collège, lycée)
- L'école privée Saint-Pierre
- L'église Saint Martin d'Esquermes
- L'ensemble scolaire privée catholique LaSalle (maternelle, primaire, collège, lycée, postbac)

Galerie de photographies
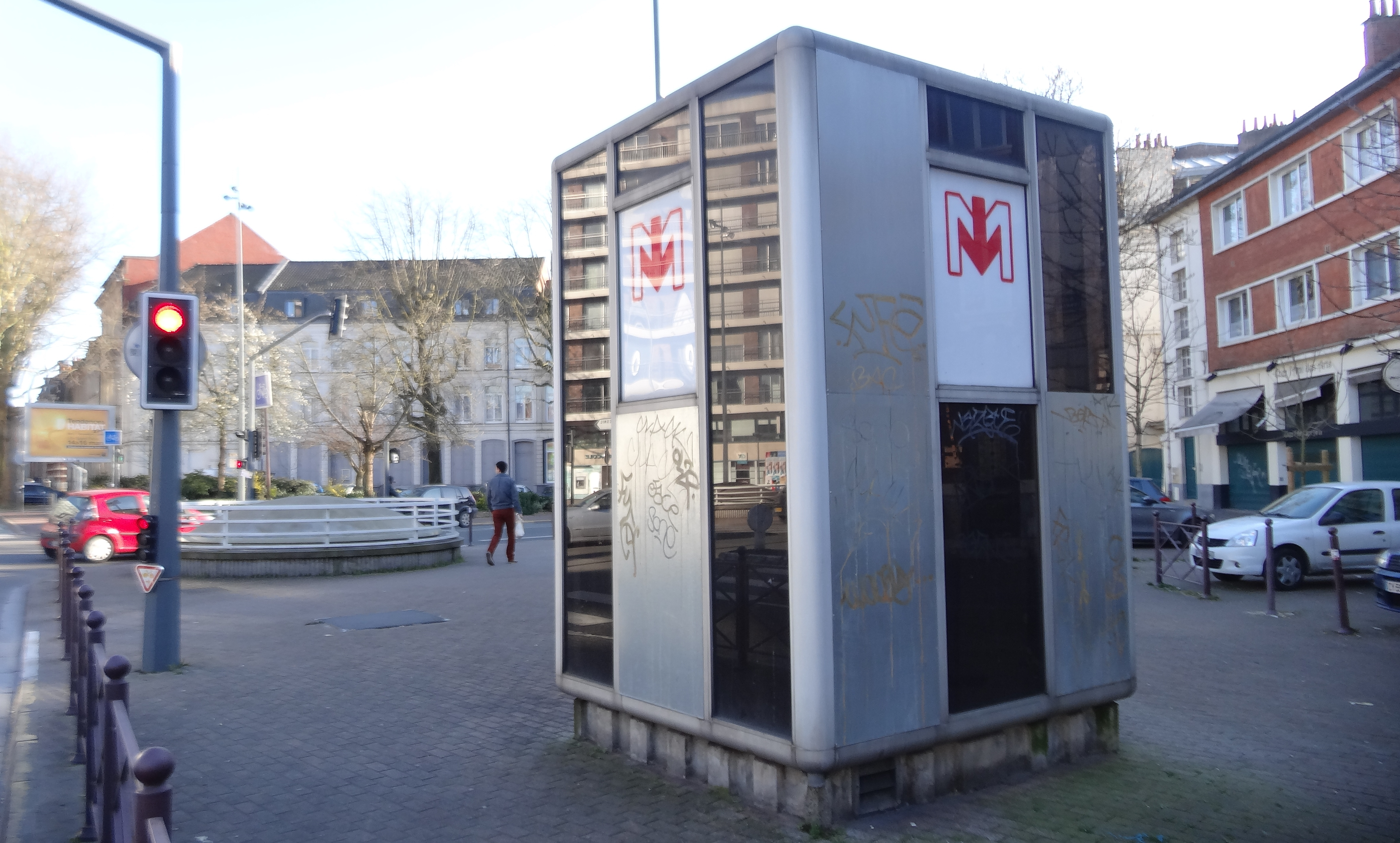
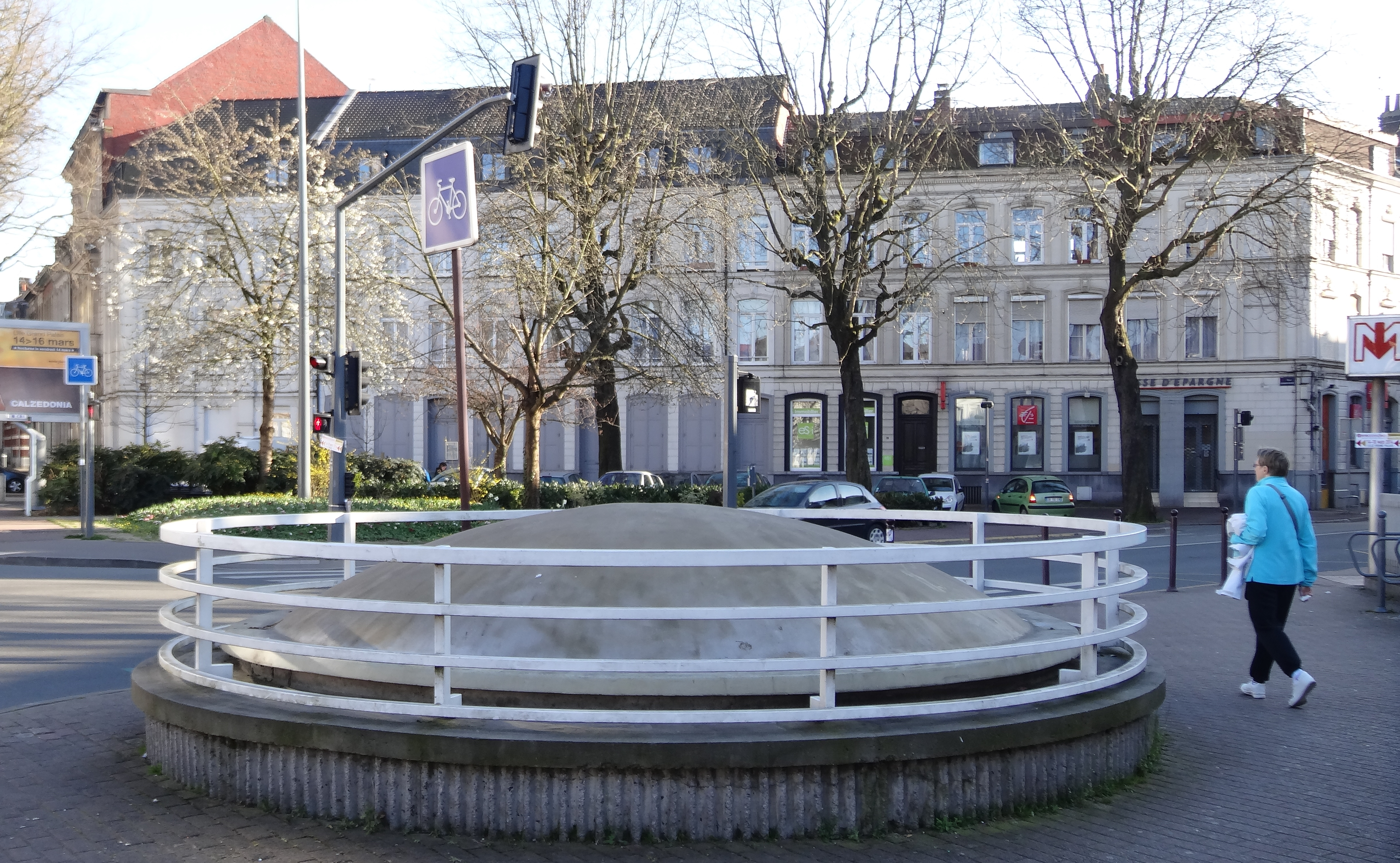
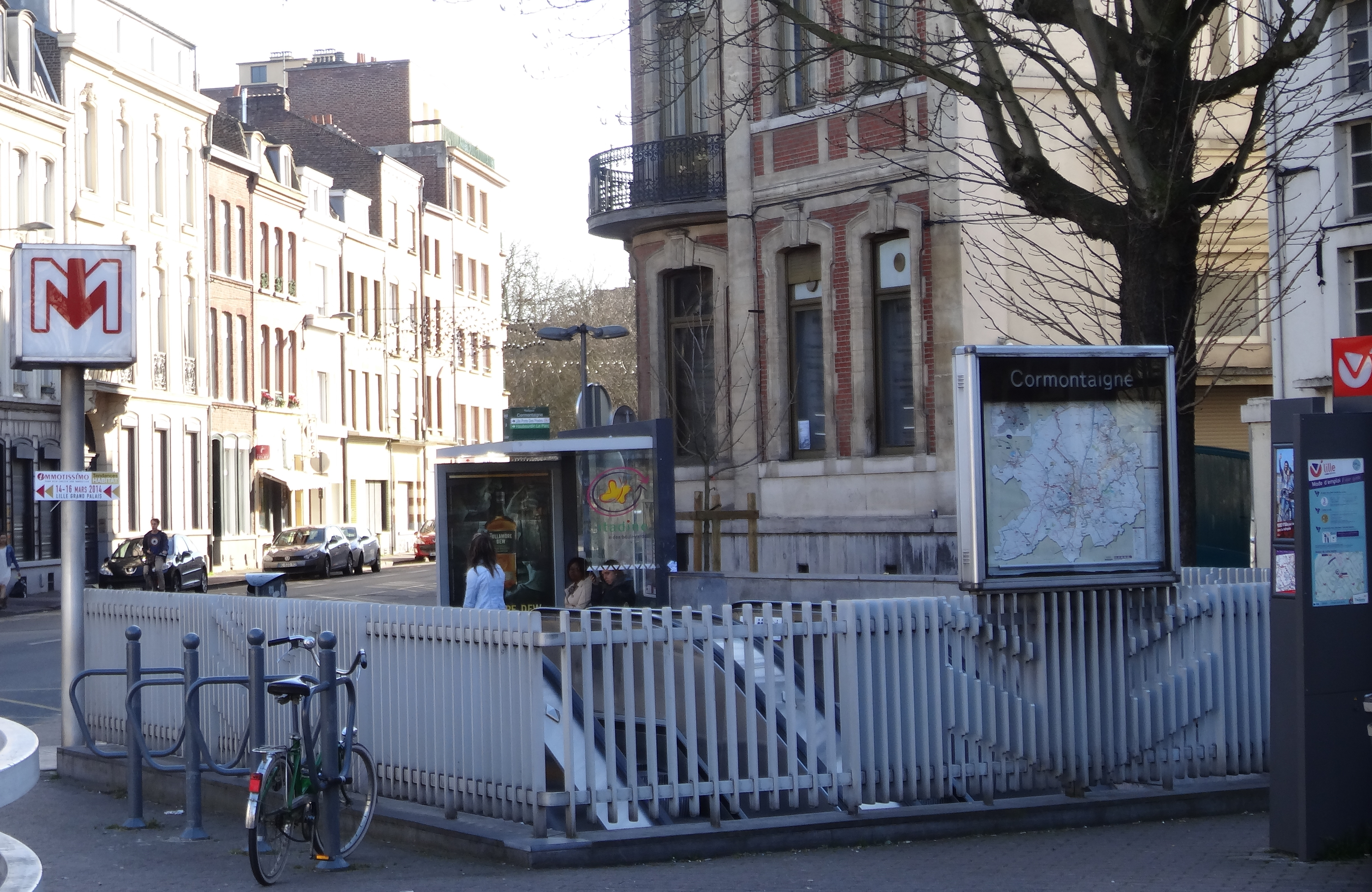
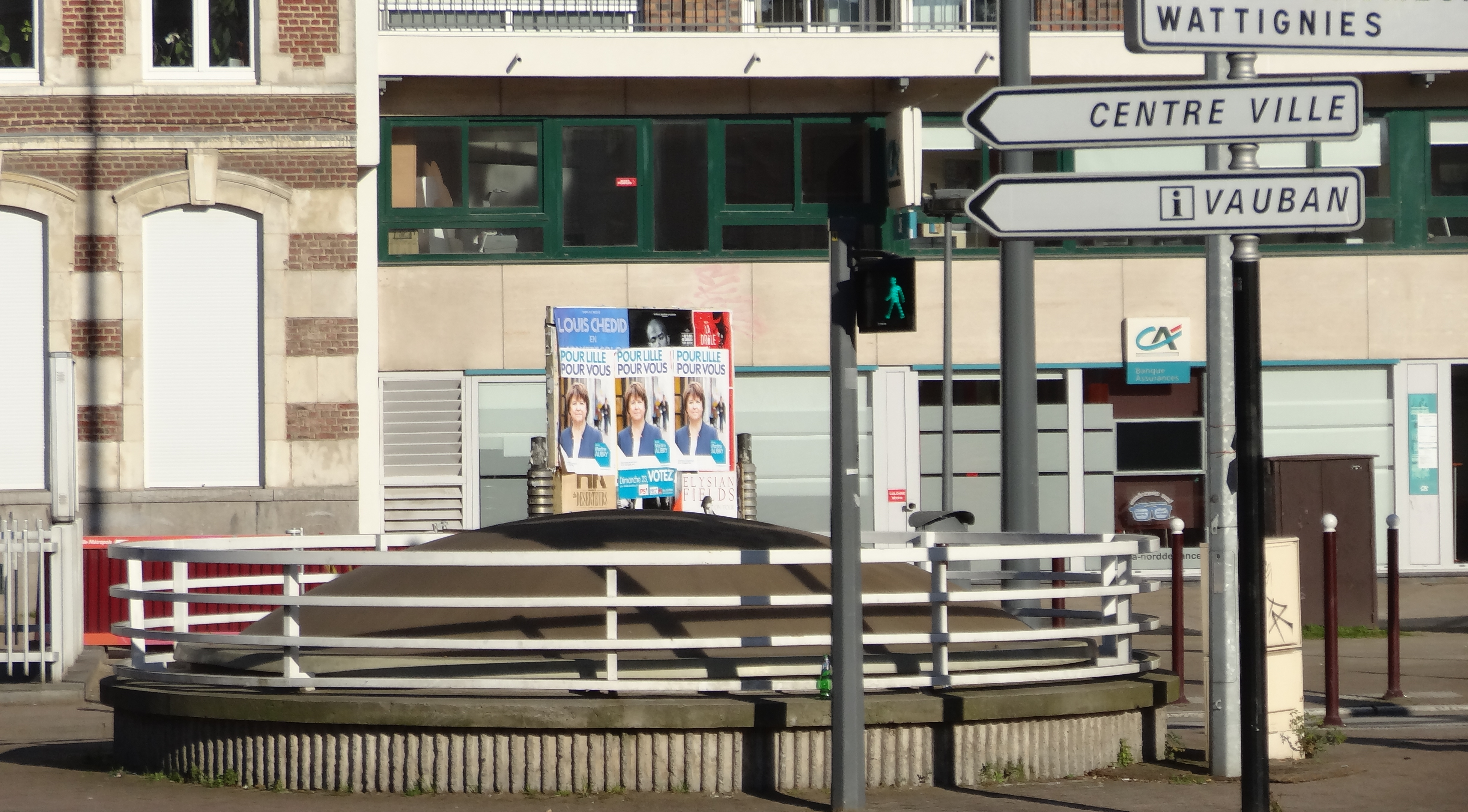
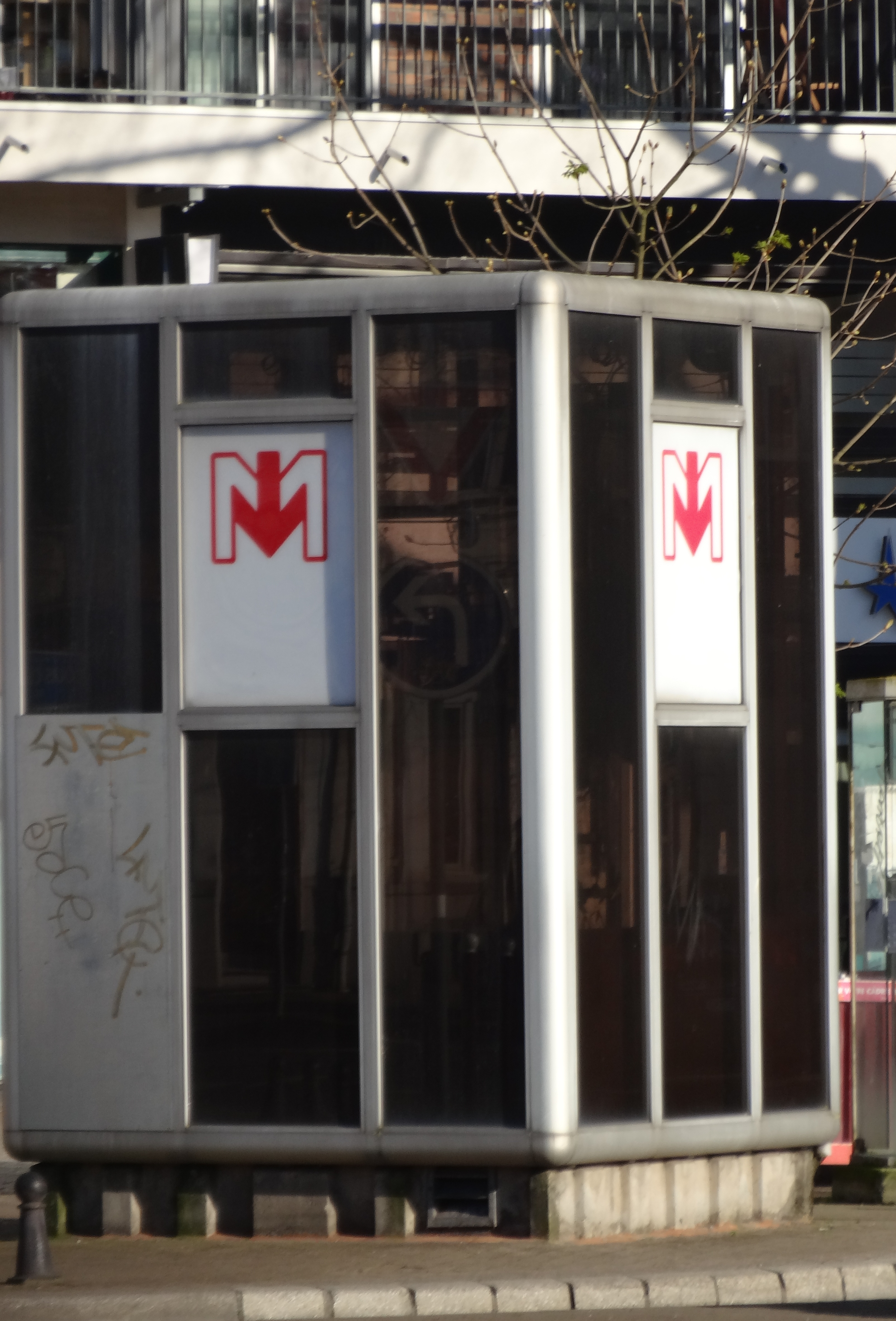